# 驊宅

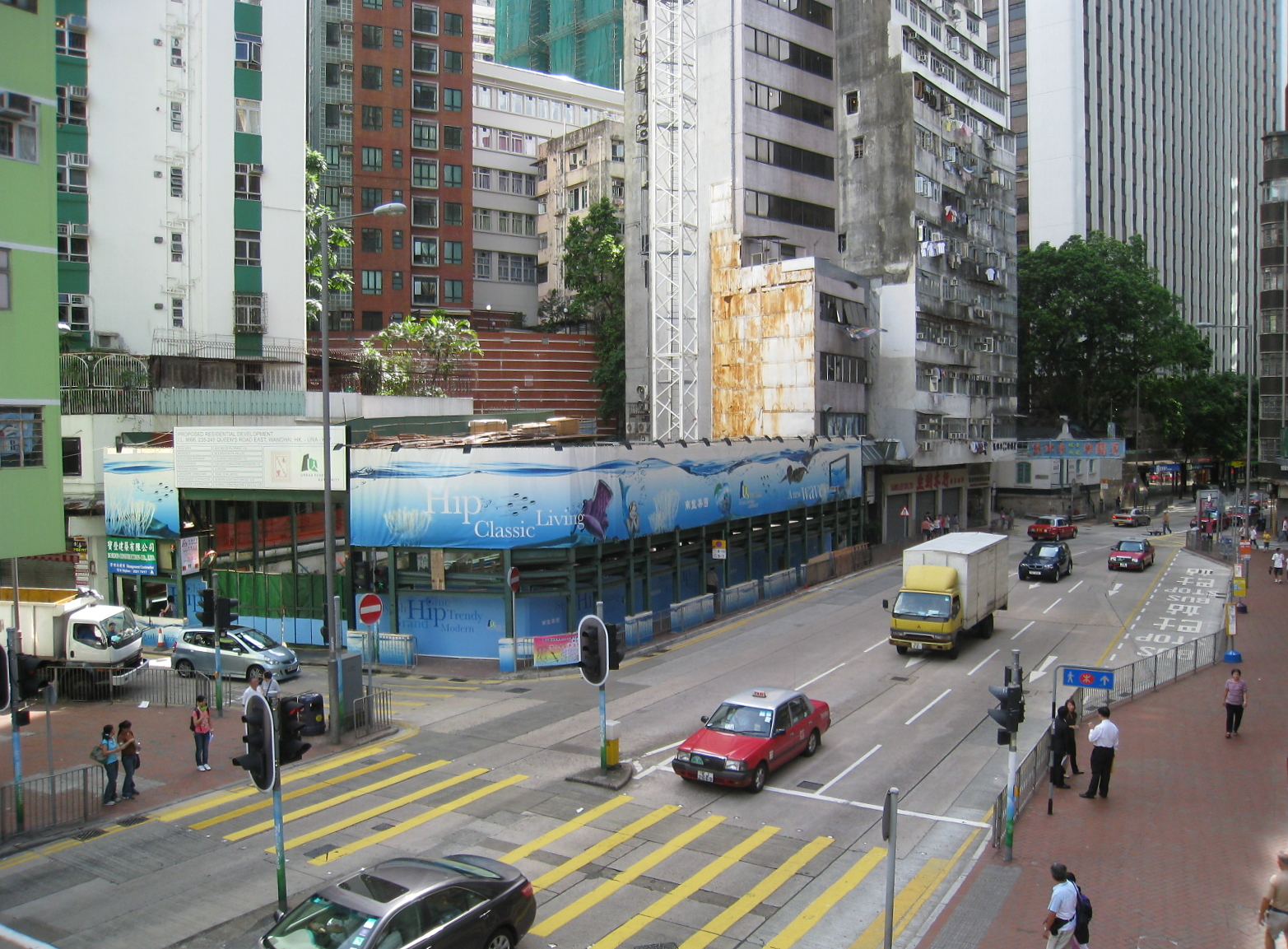
地盤（2008年8月）

Queen's Cube，為一位於香港港島灣仔的單幢住宅，樓高29層，由南豐集團（以南慧發展有限公司名義）及市區重建局發展，建築師為馬梁建築師事務所（香港）有限公司，由南豐旗下的新卓管理有限公司管理，於2010年4月落成，於同年7月入伙。

## 歷史
Queen's Cube前身為於皇后大道東235至245號的五幢唐樓，於2005年被市區重建局收購，地盤面盤約4,000方呎（包括住宅2.99萬方呎及商業樓面5,307方呎），及後於2007年招標，市區重建局規定在售樓收益逾3.5億港元後向市建局按比例分紅10％至50％，當時共收到10份標書，終由南豐集團旗下南慧發展奪得，原預計提供50個住宅單位，開售呎價介乎$6,000至$7,000。但最後整個物業共有96個400-600平方呎的住宅單位，而開售呎價達致約$15,500。

## 簡介
物業鄰近灣仔著名摩天大廈合和中心及胡忠大廈，地下為皇后大道東而一樓則與灣仔峽道平排，開售呎價由$15,500起。物業共高29層，但最頂層卻為32樓（不設4、13、14及24樓），物業為一商住項目，不設停車場，其中地下及1樓設有商舖，3樓及32樓則為會所及空中花園，其設施包括室外游泳池、健身室、閱讀室等。而五樓以上為住宅，共96個單位，1梯4伙，物業只提供小型單位，建築面積由 Robe de Cocktail Gogogu約400至580呎不等，但實用面積則約270至400呎不等，單位設開放式廚房、露台及工作平台，部份設有一房，而開售售價達至900萬港元。
前香港行政長官曾蔭權在發表2010至2011年度香港行政長官施政報告時亦提及Queen's Cube為豪宅，未來市區重建局會以較經濟來重建物業。
由於項目由市建局負責，有立法會議員質疑價錢太高，會引起公眾不滿。

## 附近物業
- 年威閣
- 壹環
- 灣仔街市
- 尚翹峰
- 胡忠大廈
- 合和中心
- 慧賢軒
- 忻怡閣

## 外部連結
- Queen's Cube 官方網頁 （页面存档备份，存于）

Robe de Cocktail Gogogu